# Notomys
Notomys és un gènere de rosegadors miomorfs de la família dels múrids, coneguts vulgarment com a ratolins saltadors. De les 10 espècies que formen el gènere, 5 estan extintes.

## Distribució i hàbitat
Es tracta espècies que viuen a Austràlia, on es creu arribaren provinents d'Àsia fa uns 5 milions d'anys. El seu hàbitat són les dunes de sorra, les praderies i les landes.

## Descripció
Tot i ser parents llunyans, les espècies d'aquest gènere tenen un aspecte similar als dels dipòdids i els heteròmids. Pel que fa a la mida es tracta de rosegadors de mida petita o mitjana, que tenen una longitud de cos que fa entre 9 i 18 centímetres, amb unes cues llargues (més que la resta del cos) que fan entre 13 i 23 centímetres, i un pes que varia entre 20 i 50 grams.
El seu pelatge és de color sorra o marró gris a la part superior i blanc o gris clar a la part inferior. La cua llarga té una punta semblant a un raspall. Els potes posteriors són molt llargues i tenen unes orelles molt grans. Les femelles de totes les espècies tenen 2 parells de pits.

## Ecologia
Són animals nocturns que caven per els seus propis caus. La seva dieta consisteix principalment en baies, fulles, llavors i altres materials vegetals, així com petits insectes. Almenys dues espècies viuen en grups amb un comportament social pronunciat, on per exemple les femelles s'ocupen de les cries d'altres femelles. Després d'un període de gestació d'entre 32 i 43 dies, la femella dona a llum entre dos i quatre cries, podent arribar a donar a llum fins a nou cries. Les espècies d'aquest gènere poden emmagatzemar grans concentracions d'orina, entre 10 i 20 vegades superiors en proporció a les d'un humà, fet que els permet sobreviure al desert sense beure aigua.

## Taxonomia
La meitat de les espècies d'aquest gènere s'han extingit des de la colonització europea. La causa primària és probablement la depredació per part de les guineus i gats introduïts, juntament amb la competència per a l'alimentació dels conills i el bestiar introduïts.
Sistemàticament, Notomys forma part de la Divisió Pseudomys, dins de la tribu dels hidrominis, i està format per les següents 10 espècies:
- Ratolí saltador del desert (Notomys alexis)
- Notomys amplus †
- Notomys aquilo
- Notomys cervinus
- Notomys fuscus
- Notomys longicaudatus †
- Notomys macrotis †
- Notomys mitchellii
- Notomys mordax †
- Notomys robustus †

## Estat de conservació
De les 5 espècies vivents, només N. alexis i N. mitchellii estan catalogades en risc mínim. N.aquilo, N. cervinus i N. fuscus estan catalogades com en perill, gairebé amenaçada i vulnerable respectivament.